# Evgeni Berzin
Yevgeny Valentinovich Berzin (em russo:  Евгений Валентинович Берзин; nascido em 3 de junho de 1970) é um ex-ciclista russo, cujo melhor ano foi 1994, quando venceu o Giro d'Italia e Liège-Bastogne-Liège. Ele participou nos Jogos Olímpicos de 1996 em duas provas de ciclismo de estrada.